# Max H. Berling

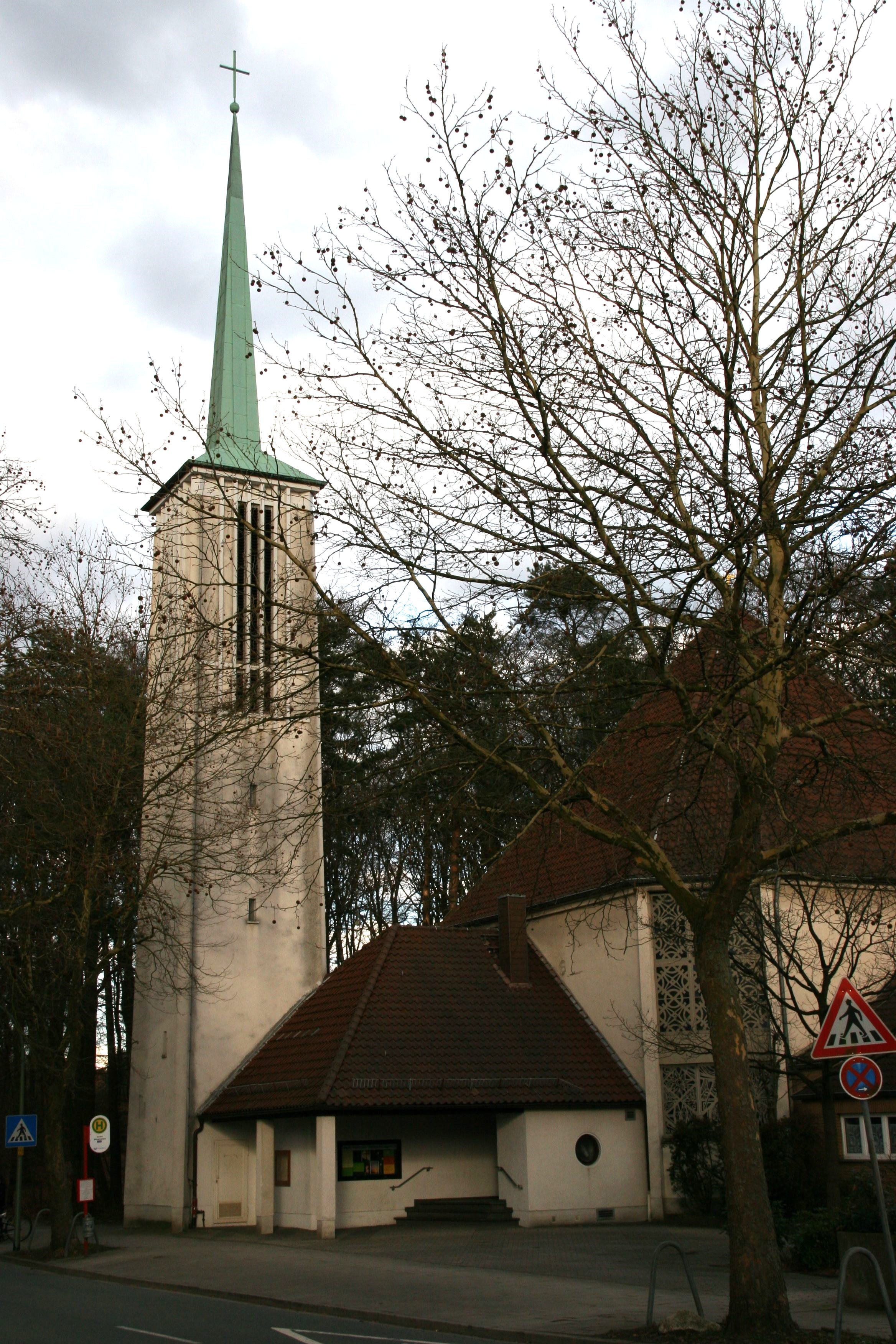
Timotheus-Kirche in Widukindland

Max H. Berling (ursprünglich Max Henry Berliner) (* 1905 in Moskau; † 1999 in Osnabrück) war ein deutscher Architekt, der ab den 1940er Jahren überwiegend im Raum Osnabrück tätig war. Seine vor 1933 realisierten Bauten sind der Klassischen Moderne zuzuordnen. Nach dem Zweiten Weltkrieg war Berling vor allem mit dem Wiederaufbau und Neubau von Kirchen beschäftigt.

## Leben
Mit 17 Jahren machte Max Berliner bereits sein Abitur, dann studierte er ab 1922 an der Technischen Hochschule Berlin Architektur. Er wohnte einige Zeit im Haus des Architekten Alfred Breslauer (Rheinbabenallee 29–31 in Berlin-Dahlem, heute Berlin-Schmargendorf), der für ihn zu einem wichtigen Mentor wurde. Auf Breslauers Zuraten gelang es ihm, im Hauptstudium in das Entwurfsseminar von Hans Poelzig aufgenommen zu werden, der erst kurz zuvor an die Technische Hochschule berufen worden war. Er wurde Mitglied der von seinem Kommilitonen Hermann Zweigenthal initiierten Gruppe Junger Architekten (G.J.A.). Nach acht Semestern legte Berling die Diplom-Hauptprüfung ab.
Nach dem erfolgreichen Studienabschluss an der Technischen Hochschule wollte er weiter bei Poelzig arbeiten. Da Poelzig gleichzeitig auch als Professor an der Berliner Kunstakademie lehrte, schrieb Berling sich dort ein, um als Meisterschüler in Poelzigs privatem Atelier in Potsdam-Wildpark arbeiten zu können. Poelzig setzte seine Mitarbeiter hauptsächlich für die Ausarbeitung von Wettbewerbsentwürfen ein, oder sie konnten sich praktische Erfahrungen bei der Ausführung von Projekten aneignen. So übertrug er Max Berliner 1927 die Fertigstellung eines Hauses in der Weißenhofsiedlung in Stuttgart. Die größte Aufgabe dieser Zeit war die Mitwirkung am Haus des Rundfunks, wo Berliner Poelzigs erster Stellvertreter war. In Poelzigs Büro waren weitere junge Architekten angestellt, darunter Karl Otto, Kurt Liebknecht, Fritz Rechenberg und Asta Stromberg (1908–2006). Stromberg wurde bald darauf seine Ehefrau. Um 1929 änderte Max Berliner seinen Nachnamen in Berling.
Mit der „Machtergreifung“ der Nationalsozialisten zogen Asta und Max Berling aus Berlin weg. 1934 kam ihr Sohn Peter zur Welt, der später Grafiker, Regisseur, Schauspieler und Schriftsteller wurde. Nach und nach wurden weitere drei Töchter und ein Sohn geboren, aber die Ehe ging in die Brüche. Asta Berling zog mit den später geborenen Kindern in die Schweiz ins Emmental. Dort eröffnete sie ein eigenes Architekturbüro.
Max Berling dagegen wählte für sich und seinen Sohn Peter 1938 als neuen Wohnort Osnabrück und gründete hier später ebenfalls ein eigenes Architekturbüro. Er beschäftigte je nach Auftragslage einige technische Zeichner, Bauleiter oder Architekturstudenten. Er galt als arbeitsbesessen, streng und penibel. Im oberen Stockwerk seines Wohnhauses in der Friedrichstraße hatte er sein Büro eingerichtet.
In der Zeit des Nationalsozialismus waren seine modernen Entwürfe nicht gefragt. Berling galt außerdem nach den Nürnberger Gesetzen als Halbjude und konnte deshalb nicht als selbstständiger Architekt arbeiten. Wie und womit er die Jahre bis zum Ende des Zweiten Weltkriegs überlebte, ist nicht bekannt.
1947 bis 1955 arbeitete er in Gemeinschaft mit Karl Otto, den er bereits in Poelzigs Atelier kennengelernt hatte.

## Stil
Die Berlingschen Architekturentwürfe entstanden zunächst unter dem Einfluss seines Mentors Alfred Breslauer. Während seiner Mitarbeit im Atelier von Hans Poelzig wandte er sich bedingungslos der modernen Architektur zu. Später sind dabei auch Anklänge an Ludwig Mies van der Rohe, Walter Gropius oder Le Corbusier feststellbar. Aufgrund seiner ansprechenden Entwürfe und der Spezialisierung war Max Berling auf den Baustellen häufig „künstlerischer Oberbaumeister“.
In Osnabrück wandte sich Max Berling der Gotik zu und trug sich mit geeigneten Entwürfen vor allem für Kirchengebäude. Unmittelbar nach dem Ende des Krieges erhielt er einen großen Auftrag zum Wiederaufbau der zerstörten Marienkirche in Osnabrück, der 1950 abgeschlossen werden konnte.

## Bauten und Tätigkeiten (Auswahl)

### Als Mitarbeiter von Hans Poelzig
- 1927: Haus in der Weißenhofsiedlung in Stuttgart (Werkbund-Ausstellung „Die Wohnung“)

Im Rahmen dieser Tätigkeit soll Berling auch mit Le Corbusier zusammengearbeitet haben.
- 1927–1929: Haus des Rundfunks in Berlin[2]
- 1928–1930: Fabrikanlage Havelwerk für die Kabelwerk Dr. Cassirer & Co. AG in Berlin-Hakenfelde (später als Poelzig-Halle bezeichnet)[10]
- 1929–1931: evangelisches Gemeindehaus in Cammin (Pommern)[11]

### Als selbstständiger Architekt
- um 1950: Kinderheim Haus Neuer Kamp in Osnabrück (drei Einzelgebäude mit Verbindungsgängen; offenbar ab 1971 abgerissen)[12]
- 1952: evangelisch-lutherische Paul-Gerhardt-Kirche in Haste (Osnabrück)[13]
- 1952: evangelisch-lutherische Jakobuskirche in Uelsen, Grafschaft Bentheim (mit Elementen schlesischer Stabkirchen und russisch-orthodoxer Kirchen)[14]
- 1952:  evangelisch-lutherische Nazarethkirche in Rühlertwist[15]
- 1952–1954: evangelisch-lutherische Friedenskirche in Emlichheim, Grafschaft Bentheim (Holzkirche; mit einem nach Entwurf seines Sohnes Peter Berling angefertigten 14 Meter hohen Altarfenster)[4][16]
- bis 1959: evangelisch-lutherische Timotheus-Kirche im Osnabrücker Stadtteil Widukindland (mit schlankem Glockenturm und achteckigem Zentralraum; siehe Einleitungsbild)[17]
- 1960–1962: evangelisch-lutherische Michaeliskirche in Klausheide, Grafschaft Bentheim (Saalkirche aus Backstein)[18]
- 1986/1987: Mitarbeit bei der Rekonstruktion des Lichthofes im Haus des Rundfunks in Berlin[2]